# Jean Marie Rebischung
Jean Marie Rebischung (* 30. März 1962 in Marseille) ist ein französischer Komponist.
Jean Marie Rebischungs Musik steht in Zusammenhang mit Qi Gong, Tai Chi und Yoga. Bislang sind elf DVDs mit Originalmusik erschienen.

## Filmographie
- Qi Gong pour s’assouplir: étirement dynamique des méridiens
- Qi Gong pour s’assouplir: étirement postural des méridiens
- Qi Gong pour tous: 1000 mains sacrées
- Qi Gong: les 8 pièces de brocart et les 5 animaux
- Qi Gong les 18 exercices du tai ji qi gong
- Tai Chi Chuan forme 8 mouvement spirales
- Tai Chi Chuan forme 23
- Tai Chi Chuan applications martiales
- Ashtanga Vinyasa Yoga découvrir les bases
- Ashtanga Vinyasa yoga approfondir la pratique
- Ashtanga Vinyasa yoga maitriser la première série